# Бебко Антоніна Федорівна
Антоніна Федорівна Бебко́ (нар. 3 червня 1934, Решетилівка) — українська килимарниця; заслужений майстер народної творчості УРСР з 1982 року.

## Творчість
Протягом 1950–1996 років працювала на Решетилівській фабриці художніх виробів. Виготовляла килими з орнаментами і гобелени з сюжетними зображеннями за ескізами професійних художників. Брала участь у виготовленні гобеленів:
за ескізами Степана та Людмили Джусів
- «Море» (1986);
- «Мир на землі» (1987);
- «Мирний космос» (1987);
- «Левадія» (1988);
- «Ботанічне» (1988);
- «Дівчата Криму» (1988);
- «Мати земля» (1989);

за ескізами Івана та Марії Литовченків
- «Слава Черкащини» (1967);
- «Слава переможцю» (1985);
- «Земля Волинська» (1987);
- «Прометей» (1989);
- «Джерела слов'янської писемності» (1989);

за ескізами Людмили Жоголь
- «Стельмахові роси» (1981);
- «Рідні простори» (1983);
- «Простори Подолії» (1990);

за ескізами Олександра Мельника
- «Григорій Сковорода» (1987);
- «Думи мої» (1989);
- «Котляревський» (1993);

за ескізами Леоніда Товстухи
- «Осінній ранок» (1986);
- «Пам'ять» (1986);
- «Гімн України» (1987).

У 1978—1979 та 1981—1982 роках брала участь у всеукраїнських та всесоюзних виставках.
Твори майстрині зберігаються у Національному музеї українського народного декоративного мистецтва та інних музеях України.